# Clúa

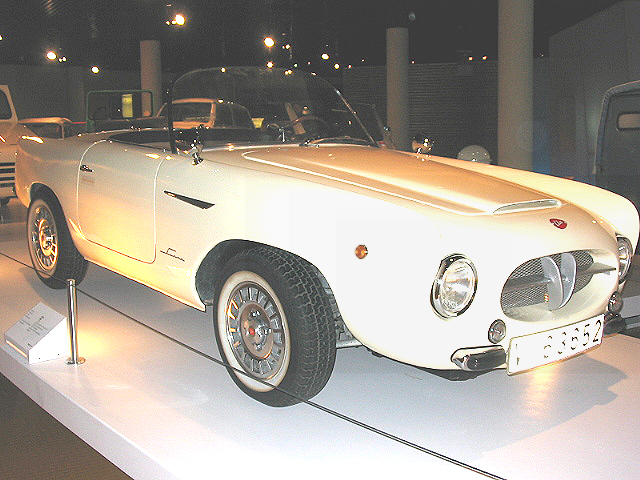
Clúa 500

Clúa war eine Automarke aus Spanien. Hersteller der Fahrzeuge war die Motorradfabrik Construcciones Metálicas Clúa aus Barcelona. Dort entstanden zwischen 1955 und 1962 (nach anderen Quellen bis 1959) Kleinwagen.
Der Antrieb war ein Zweizylinder-Zweitaktmotor mit wahlweise 247 cm³ oder 350 cm³ Hubraum, der vor der Vorderachse eingebaut war und die Vorderräder antrieb. Ab 1956 stand auch ein Zweizylinder-Viertaktmotor mit 497 cm³ Hubraum zur Verfügung, der 17 PS leistete. Die offene Karosserie aus Kunststoff nach einem Entwurf des spanischen Karosseriebauunternehmens Serra bot Platz für zwei Insassen.
Wie bei so vielen spanischen Kleinwagen der 1950er Jahre, so sorgte auch hier der große Erfolg des Seat 600 für das Ende der Produktion, nachdem etwa 100 Stück produziert worden waren.
Ein Fahrzeug war 2003 im Museo Historica Automoción, Fundación Gómez Planche in Salamanca in Spanien ausgestellt.